# Запілля (Велимченська сільська громада)
Запі́лля — село в Україні, у Велимченській сільській громаді Ковельського району Волинської області. Населення становить 166 осіб.

## Історія
У 1906 році хутір Гірниківської волості Ковельського повіту Волинської губернії. Відстань від повітового міста 78 верст, від волості 24. Дворів 4, мешканців 17.
До 30 січня 2017 року село входило до складу Датинської сільської ради Ратнівського району Волинської області.

## Населення
Згідно з переписом УРСР 1989 року чисельність наявного населення села становила 241 особа, з яких 121 чоловік та 120 жінок.
За переписом населення України 2001 року в селі мешкало 166 осіб 100 % населення вказало своєю рідною мовою українську мову.